# Johann Scheibe
Johann Scheibe (* um 1675; † 3. September 1748 in Leipzig) war ein deutscher Orgelbauer.
Vermutet wird, dass Scheibe in Zschortau geboren wurde. Er war seit 1705 als Orgel- und Instrumentenmacher in Leipzig tätig. Im Auftrag der Universität Leipzig arbeitete er als „Universitäts-Orgelmacher“. Er führte Erweiterungen und Reparaturen an bestehenden Orgeln durch und baute mehrere neue Orgeln in und außerhalb Leipzigs. Johann  Sebastian Bach nahm mehrere seiner Orgelneubauten ab. Nach Aussage des Bach-Schülers Johann Friedrich Agricola wurde die neue Orgel der Leipziger Johanniskirche „nach der strengsten Untersuchung, die vielleicht jemals über eine Orgel gegangen ist, von dem Hrn. C. M. Joh. Seb. Bach, und dem Hrn. Zacharias Hildebrand für untadelig erkannt.“
Er war verheiratet mit Anna Rosine Heß. Sein Sohn war der Komponist und Musikschriftsteller Johann Adolf Scheibe.

## Werke
| Jahr       | Ort       | Gebäude            | Bild | Manuale | Register | Bemerkungen |
| ---------- | --------- | ------------------ | ---- | ------- | -------- | --- |
| 1707, 1725 | Leipzig   | Nikolaikirche      |      | III/P   | 36       | Reparaturen der Orgel von Johann Lange (Orgelbauer) (1598)/Zacharias Thayßner (1694); nicht erhalten |
| 1708       | Podelwitz | Ev.-luth. Kirche   |      |         |          | Reparatur; nicht erhalten |
| 1713       | Schmölln  | St. Nikolai        |      | III/P   | 22       | Reparatur der Orgel (vor 1659, 1695 erweitert durch Christoph Donat); nicht erhalten |
| 1713–1714  | Gundorf   | Dorfkirche Gundorf |      | I/P     | 12       | Neubau |
| 1716       | Wachau    | Dorfkirche Wachau  |      | I/P     |          | Neubau; nicht erhalten |
| 1711–1717  | Leipzig   | Paulinerkirche     |      | III/P   | 48       | Neubau; 1843 durch Johann Gottlob Mende ersetzt |
| 1721–1722  | Leipzig   | Neue Kirche        |      |         |          | Reparatur; nicht erhalten |
| 1742–1743  | Leipzig   | Johanniskirche     |      | II/P    | 22       | Neubau unter Nutzung von Pfeifen der 1740 abgebauten Schwalbennestorgel der Leipziger Thomaskirche, von Johann Sebastian Bach und Zacharias Hildebrandt abgenommen; 1893 vor Kirchenneubau abgebaut und eingelagert, Spieltisch nach diversen Beschädigungen restauriert und im Bach-Museum Leipzig ausgestellt. |
| 1745–1746  | Zschortau | St. Nikolai        |      | I/P     | 13       | Neubau, von Johann Sebastian Bach abgenommen; 2000 Rekonstruktion auf ursprünglichen Zustand |
| 1712–1747  | Leipzig   | Thomaskirche       |      | III/P   | 35       | Reparaturen der Orgel von Blasius Lehmann (1511)/Johann Lange (1601); nicht erhalten |